# Prima Categoria 1906
Prima Categoria 1906 là mùa giải thứ 9 của giải bóng đá vô địch quốc gia Ý, với Milan là đội giành chức vô địch.

## Vòng loại

### Piemonte
Juventus là đội duy nhất được đăng ký

### Liguria
Thi đấu ngày 7/1 và 14/1
| Đội 1 | TTS | Đội 2        | Lượt đi | Lượt về |
| ----- | --- | ------------ | ------- | ------- |
| Genoa | 4-1 | Andrea Doria | 3-1     | 1-0     |

### Lombardy
Thi đấu ngày 7/1 và 14/1
| Đội 1 | TTS | Đội 2       | Lượt đi | Lượt về |
| ----- | --- | ----------- | ------- | ------- |
| Milan | 6-4 | US Milanese | 4-3     | 2-1     |

## Vòng chung kết

### Kết quả
| Đội 1    | Tỉ số | Đội 2    |
| -------- | ----- | -------- |
| Genoa    | 1-1   | Juventus |
| Genoa    | 2-2   | Milan    |
| Juventus | 2-1   | Milan    |
| Juventus | (*)   | Genoa    |
| Milan    | 2-0   | Genoa    |
| Milan    | 1-0   | Juventus |

(*) Trận đấu bị hoãn lại với tỷ số 1–0 và được tổ chức lại trên sân trung lập.
Đá lại
| Đội 1    | Tỉ số | Đội 2 |
| -------- | ----- | ----- |
| Juventus | 2-0   | Genoa |

### Xếp hạng cuối cùng
| VT | Đội       | ST | T | H | B | BT | BB | HS | Đ | Giành quyền tham dự |
| -- | --------- | -- | - | - | - | -- | -- | -- | - | ------------------- |
| 1  | Milan (C) | 4  | 2 | 1 | 1 | 7  | 4  | +3 | 5 | Yêu cầu Tie-breaker |
| 2  | Juventus  | 4  | 2 | 1 | 1 | 5  | 3  | +2 | 5 | Yêu cầu Tie-breaker |
| 3  | Genoa     | 4  | 0 | 2 | 2 | 3  | 8  | −5 | 2 |                     |

### Tie-breaker
Thi đấu ở Turin ngày 29/4
| Đội 1    | Tỉ số | Đội 2 |
| -------- | ----- | ----- |
| Juventus | 0-0   | Milan |

Đá lại
Thi đấu ở Milan ngày 6/5
| Đội 1 | Tỉ số | Đội 2    |
| ----- | ----- | -------- |
| Milan | 2-0   | Juventus |

Milan được tuyên bố là nhà vô địch.